# Jacopo de Sant'Andrea
Jacopo de Sant'Andrea, o Jacopo de Sant’Andrea de Codiverno (la actual Sant'Andrea de Campodarsego; ... – 1239), es un personaje de la historia medieval, conocido por haber heredado en el 1199 de la riquísima madre un gran patrimonio que gastó en un modo tan inútil que Dante lo introdujo en el XIII canto del Infierno entre los suicidas y derrochadores.

¡Oh Jacobo de san Andrés!, decía,

¿Con qué provecho me tomaste por refugio?

¿Qué culpa tengo yo de tu vida criminal?
Dante Alighieri - Infierno, XIII, 133-135.

Hijo de Olderico Fontana de Monselice y de Speronella Dalesmanni, en el 1237 estaba en el séquito de Federico II. Murió en el 1239 según algunos suicida, para otros, más probablemente asesinado por Ezzelino IV da Romano.
Sus propiedades se sobreponían territorialmente a las de la Abadia de Sant'Ilario así, en un acto notarial del 1215, resulta que Jacopo firmó una transacción con los frailes benedictinos como resultado de una disputa. Del documento resulta que, a cambio de un canon de "10 liras y 5 liras de incienso al año", Jacopo cedía la jurisdicción y derechos sobre la pastura, corte de pasto y animales de granja. Perdía además los derechos de alojamiento para sí y para su corte a expensas de los habitantes de Aurilia, Arzere, Boltene, Oriago, Borbiago, Pianiga, Trescevoli (actualmente localidad del comune de Mira), Pladano, Vigna, Pionca (Vigonza) y Vetrego (Mirano). 
Los antiguos comentadores de Dante recuerdan numerosas anécdotas ligadas a su prodigalidad: por ejemplo una vez, durante un viaje sobre el río Brenta, se divertía a vaciar en el agua su bolsa llena de monedas; otra vez, solo por el deseo de ver un gran fuego, hizo incendiar su villa.